# Wiederkehrende Begutachtung
Als wiederkehrende Begutachtung, auch §57a-Begutachtung, wird in Österreich die nach dem Kraftfahrgesetz 1967 vorgeschriebene regelmäßige Überprüfung von Kraftfahrzeugen und bestimmten Anhängern bezeichnet. An den begutachteten Fahrzeugen wird eine Begutachtungsplakette, umgangssprachlich „Pickerl“ bezeichnet, angebracht. Nicht zu verwechseln ist die Begutachtungsplakette mit der Autobahnvignette.

## Pflicht zur wiederkehrenden Begutachtung
Allgemein geregelt ist die Fahrzeugbegutachtung im V. Abschnitt Überprüfung und Begutachtung der Kraftfahrzeuge und Anhänger des Kraftfahrgesetzes (KFG) und in der Prüf- und Begutachtungsstellenverordnung (PBStV).
Die Wiederkehrende Überprüfung ist nach § 57a Kraftfahrgesetz 1967 vorgeschrieben. Sie soll die Verkehrs- und Betriebssicherheit des Kraftfahrzeuges sicherstellen; des Weiteren wird die Umweltverträglichkeit überprüft.
Der Überprüfungstermin richtet sich nach dem Monat der Fahrzeug-Erstzulassung, jedoch kann dieser auf Antrag bei der Behörde verschoben werden. 
- War früher die Begutachtung prinzipiell jährlich vorgeschrieben, so ist bei Neufahrzeugen der EG-Fahrzeugklasse M1 (Personenkraftwagen < 9 Sitze) seit April 2002 und bei Fahrzeugen der Klasse L (zwei- und dreirädrige Fahrzeuge) seit März 2020[1] die so genannte 3-2-1-Regelung in Kraft. Gemäß dieser Regelung ist die erste Begutachtung drei Jahre nach Erstzulassung fällig, danach nach zwei Jahren und anschließend jedes Jahr. Die Überprüfung kann frühestens einen Monat vor dem auf der Plakette vermerkten Monat getätigt werden, muss jedoch spätestens mit Ende des vierten Monats nach angegebenem Monat erfolgen.
- Weitgehend alle anderen Fahrzeuge, die nicht der Fahrzeugklasse M1 oder L entsprechen, müssen jährlich einer Begutachtung unterzogen werden.
- Historische Fahrzeuge werden nur alle zwei Jahre begutachtet.
- Für Lkw gelten seit Juni 2018 schärfere Fristen, und zwar nur mehr drei Monate vor dem Zulassungsmonat, aber keine Überziehung.[2]

Von dieser gesetzlichen Überprüfung befreit sind lediglich Anhänger, mit denen eine Geschwindigkeit von 25 km/h nicht überschritten werden darf, Zugmaschinen, wie landwirtschaftliche Traktoren und Motorkarren mit einer Bauartgeschwindigkeit von nicht mehr als 25 km/h, selbstfahrende Arbeitsmaschinen und Transportkarren, mit einer Bauartgeschwindigkeit von nicht mehr als 30 km/h (alle laut § 57a Abs. 1). Nicht erfasst sind ferner die von den Bestimmungen des Kraftfahrgesetz prinzipiell ausgenommenen Fahrzeuge, wie Fahrzeuge mit einer Bauartgeschwindigkeit von 10 km/h und Fahrräder einschließlich der darunter fallenden Begriffe (Elektrofahrräder, Roller; § 1 KFG). Ausgenommen sind auch Fahrzeuge im Besitz des Bundes (Republik Österreich, inklusive Heeresfahrzeuge) und der Länder (Bundesländer Österreichs), von Gemeindeverbänden, von Ortsgemeinden (mit mehr als 50.000 Einwohnern), der von diesen Gebietskörperschaften unter ihrer Haftung betriebenen Unternehmungen sowie Fahrzeuge von Verkehrsunternehmungen im ausschließlichen Eigentum des Bundes, wenn sie eigens dafür geeignetes Personal beschäftigen, welches regelmäßige Überprüfungen im Sinne der Bestimmungen durchführen kann.
Bei bereits abgelaufener Plakette (auch innerhalb der Viermonatsfrist) kann es im Ausland zu erheblichen Problemen, bis hin zum Entzug des Kennzeichens oder Zulassungsscheines führen, wenn dieser Staat die Toleranz nicht anerkennt.
Weitere Formen der Begutachtung sind:
- die Besondere Überprüfung (§ 56 KFG) für Fahrzeuge, „bei denen Bedenken bestehen“
- die Prüfung an Ort und Stelle (§ 58 KFG), im Rahmen einer Verkehrskontrolle und ähnlicher Maßnahmen

## Umfang der wiederkehrenden Begutachtung

Die Begutachtungspunkte werden zum Gutachten zusätzlich aufgelistet

Heute werden Plaketten nur in den Farben rot und weiß ausgegeben. Die rote Plakette erhalten historische Fahrzeuge, alle anderen Fahrzeuge erhalten eine weiße Plakette.
Ursprünglich gab es die Plakette in der Farbe Rot. Im Zuge dieser Begutachtung wurden nur die wichtigsten Bauteile, wie Bremsen, Stoßdämpfer, Rost an tragenden Teilen und ähnliches kontrolliert. Nachdem im KfZ-Wesen der ökologische Aspekt zunehmend Beachtung gefunden hatte, wurde zusätzlich der Motor auf seinen Schadstoffausstoß überprüft. Ab diesem Zeitpunkt wurden grüne Plaketten vergeben. Die roten Aufkleber verblieben nur mehr den Anhängern. Seit Einführung der Katalysatoren werden für diese Fahrzeuge (und Anhänger) weiße Pickerl vergeben, da diese andere Grenzwerte haben. Mit der 9. Novelle zur Prüf- und Begutachtungsstellenverordnung (20. Mai 2018) wurden die grünen Begutachtungplaketten abgeschafft. Gleichzeitig wurde bestimmt, dass an historische Fahrzeuge eine rote Begutachtungsplakette auszugeben ist. 
Zur §57a-Begutachtung sind der Zulassungsschein sowie bei Fahrzeugen mit einem höchstzulässigen Gesamtgewicht von mehr als 3.500 Kilogramm ein Genehmigungsnachweis oder -dokument mitzubringen. Im Zuge der Begutachtung werden folgende Punkte (Prüfelemente) kontrolliert:
- Ausrüstung (Warndreieck, Verbandszeug),
- Beleuchtungs- und Warneinrichtungen,
- Sicherheitseinrichtungen,
- Fahrwerk, Fahrgestell und Karosserie,
- Reifen und Räder
- Motor
- Bremsen

Darüber wird unter Berücksichtigung entsprechender EU-Normen das Mängelkatalog-Handbuch erarbeitet. Das Mängelkatalog-Handbuch wird seit 1987 vom österreichischen Wirtschaftsverlag aufgelegt.

## Prüf- und Begutachtungsstellen
Die §57a-Begutachtung darf ausschließlich bei eigens dafür autorisierten Einrichtungen durchgeführt werden. Gesetzlich geregelt ist diese Bestimmung in § 4 der Prüf- und Begutachtungsstellenverordnung (PBStV). Diese Einrichtungen beinhalten „Ziviltechniker oder Ingenieurbüros des einschlägigen Fachgebietes, Vereine oder zur Reparatur von Kraftfahrzeugen oder Anhängern berechtigte Gewerbetreibende“. Diese müssen diese für die Begutachtung der jeweiligen Fahrzeugkategorien über die vorgesehenen Einrichtungen verfügen und diese bei der Durchführung auch verwenden.
Durchgeführt werden kann die Überprüfung also insbesondere in eigens dafür autorisierten Kfz-Werkstätten, bei den Autofahrerclubs ARBÖ und ÖAMTC. Über das Ergebnis der Überprüfung wird ein schriftliches Gutachten erstellt und dem Zulassungsbesitzer vor Ort ausgehändigt.
Ermächtigt werden Einrichtungen zur Durchführung von wiederkehrenden Begutachtungen auf Antrag vom jeweiligen Landeshauptmann, wobei die Ermächtigung nur vertrauenswürdigen Personen verliehen werden darf. Gleichzeitig ist festzulegen, in welcher Art und Weise die Prüfstellen erkennbar gemacht sein müssen. Jegliche Änderungen im Personal- und Einrichtungsbereich müssen dem Landeshauptmann gemeldet werden. Durch den Landeshauptmann müssen regelmäßig die Voraussetzungen für die Erteilung der Ermächtigung und die ordnungsgemäße Begutachtung überprüft werden. Dabei ist die Ermächtigung zu widerrufen, wenn der Ermächtigte nicht mehr vertrauenswürdig erscheint.
Staatliche Stellen prüfen nur in speziellen Situationen (Besondere Überprüfung, Prüfung an Ort und Stelle).

## Prüfpersonal und Software
In § 3 der Prüf- und Begutachtungsstellenverordnung (PBStV) werden die persönlichen Qualifikationen für Prüfpersonal sowie das geeignete Personal geregelt. Gemäß § 57a Abs. 2 Kraftfahrgesetz dürfen ermächtigte Einrichtungen nur dann Begutachtungen durchführen, wenn sie gemäß § 3 Abs. 1 der Prüf- und Begutachtungsstellenverordnung für jede Begutachtungsstelle über mindestens eine dazu geeignete Person verfügen, welche bei jeder Begutachtung anwesend sein muss. Darüber hinaus muss das Personal berechtigt sein, das zu überprüfende Fahrzeug zu lenken, also im Besitz einer entsprechenden Fahrerlaubnis sein.
Personen sind geeignet, Überprüfungen durchzuführen, wenn sie gemäß § 3 Abs. 3 Z 1–3 PBStV eine entsprechende Schulung absolviert haben und mindestens eine von sechs gesetzlich geregelten Voraussetzungen gegeben ist (beispielsweise wenn das Personal einen erfolgreichen Abschluss eines Fachhochschul-Studienganges Fahrzeugtechnik hat und mindestens eine zweijährige fachliche Tätigkeit im Bereich der Fahrzeugtechnik nachweisen kann). Weiters müssen die geeigneten Personen über die dem jeweiligen Stand der Technik entsprechenden Sachkenntnisse verfügen und ein ausreichendes Wissen über die rechtlichen Grundlagen bezüglich der Durchführungen von Begutachtungen besitzen. Um sicherzustellen, dass dies gewährleistet wird, müssen diese Personen mindestens alle drei Jahre entsprechende Kurse mit Erfolg absolvieren.
Software von 3 Quellen begleitet in den meisten Betrieben die Begutachtung:
- EBV wird von den meisten – etwa 5000 – Prüfstellen verwendet – Österreichischer Wirtschaftsverlag, seit 1997.
- Vecos der Plakettenhersteller Ebinger[6] und Schilcher[7] gibt es „seit einigen Jahren“ (Stand 2020) daneben
- ÖAMTC-Werkstätten verwendet eigene Software.

## Ergebnis und Begutachtungsformblatt
Nach der Begutachtung werden, sofern vorhanden, Mängel in vier Kategorien unterteilt:
- leichter Mangel (L.M.) → der Mangel muss „so bald wie möglich“ behoben werden,
- schwerer Mangel (S.M.) → der Mangel muss „bei der nächsten Werkstätte“ behoben werden,
- Gefahr im Verzug (G.V.) → der Mangel muss „umgehend“ behoben werden.
- Vorschriftsmangel (V) → das Fahrzeug darf nicht mehr gefahren werden solange der Vorschriftsmangel nicht behoben wurde.

Das aufgrund der Überprüfung erstellte Gutachten muss gemäß § 57a Abs. 4 Kraftfahrgesetz auf einem so genannten Begutachtungsformblatt ausgestellt werden, dessen Bestimmungen in § 5 Prüf- und Begutachtungsstellenverordnung geregelt werden. Auf diesem Blatt, welches eine öffentliche Urkunde darstellt, werden nur die Mängel aufgelistet und die jeweilige ermächtigte Einrichtung muss nachvollziehbar sein. Dies wird durch den Begutachtungsstellenstempel gewährleistet, auf dem eine Begutachtungsstellennummer zu erkennen ist. Diese Nummer muss vom jeweiligen Landeshauptmann der Einrichtung zugewiesen werden. Das Layout der Begutachtungsformblätter und das Programm zu deren Erstellung müssen außerdem vom Minister für Verkehr, Innovation und Technologie genehmigt werden. Die Erstellungen der Formblätter müssen automatisiert erfolgen, wofür die Einrichtung zu sorgen hat, und EDV-mäßig verarbeitbar sein.
Die Begutachtungsplakette wird nur bei mangellosen Gutachten oder bei Ergebnissen mit lediglich leichten Mängeln erteilt. Alle anderen Mängel müssen vor einer erneuten Begutachtung behoben werden.

## Begutachtungsplakette
Zum Nachweis der Begutachtung wird an den Fahrzeugen eine Begutachtungsplakette in weißer Farbe, bei historischen Fahrzeugen eine Begutachtungsplakette in roter Farbe angebracht. Auf der Begutachtungsplakette sind eingestanzt:
- Kennzeichen
- Plakettennummer
- Fälligkeit der nächsten Überprüfung
  - Jahr, 2-stellig im Uhrzeigersinn im inneren Zahlenring
  - Monat, 2-stellig im Uhrzeigersinn im äußeren Zahlenring

Sie enthält des Weiteren ein Sicherheitshologramm und ist eine öffentliche Urkunde, deren Verfälschung strafrechtlich geahndet wird.
Die Begutachtungsplakette ist außen am Fahrzeug so anzubringen, dass der Ablauftermin von außerhalb des Fahrzeuges stets leicht festgestellt werden kann. Bei Personenkraftwagen muss die Prüfplakette in der Regel auf der rechten Seite der Windschutzscheibe so angebracht werden, „dass ihr unterster Punkt nicht weniger als 40 cm und ihr oberster Punkt nicht mehr als 190 cm über der Fahrbahn liegt“. In der Regel wird sie also in der rechten oberen Ecke der Windschutzscheibe platziert. Ist dies aber nicht möglich, weil dann beispielsweise ein Scheibenwischer die Plakette beschädigen könnte, kann diese auch in der unteren rechten Ecke angebracht werden, sofern dies den zulässigen Abständen zur Fahrbahn entspricht. Bei Krafträdern, die ebenso Mopeds umfassen, am vorderen rechten Holm der Gabel. Bei Omnibussen und Lastkraftwagen muss die Plakette unten rechts an der Windschutzscheibe und bei Anhängern an der Deichsel geklebt werden.
Bei einem Wechsel in der Zulassung wird von der Zulassungsstelle eine Austauschplakette, die denselben Ablauftermin gelocht hat erteilt. Des Weiteren hat eine ermächtigte Einrichtung einem Zulassungsbesitzer auf Verlangen eine Ersatzplakette am Fahrzeug anzubringen, wenn die vorhandene beschädigt oder unlesbar wurde.